# Hydrobaenus lugubris
Hydrobaenus lugubris är en tvåvingeart som beskrevs av Fries 1830. Hydrobaenus lugubris ingår i släktet Hydrobaenus och familjen fjädermyggor. Arten är reproducerande i Sverige. Inga underarter finns listade i Catalogue of Life.